# Université du Nord du Colorado
L'université du Nord du Colorado (University of Northern Colorado)  ou UNC, est une institution publique américaine d'enseignement supérieur et de recherche dont le campus principal est à Greeley dans le Colorado. Des infrastructures annexes se trouvent également à Loveland, Denver/Aurora, et Colorado Springs dans le Colorado.
Les équipes sportives de l'université sont les Bears de Northern Colorado.

## Historique
L'université fut fondée en 1889 en tant que State Normal School of Colorado (école normale du Colorado) et possède donc une longue expérience dans le domaine de la formation des enseignants. En 1970, le législatif de l'État décida de renommer l'établissement University of Northern Colorado pour marquer son évolution vers une offre académique plus complète. L'université offre plus de cent programmes d'études dans les domaines des arts, des sciences, des humanités, de la gestion, des sciences humaines et de l'enseignement. Elle accueillait en 2008, plus de 13 000 étudiants.